# توپراق‌قلعه (عثمانیه)

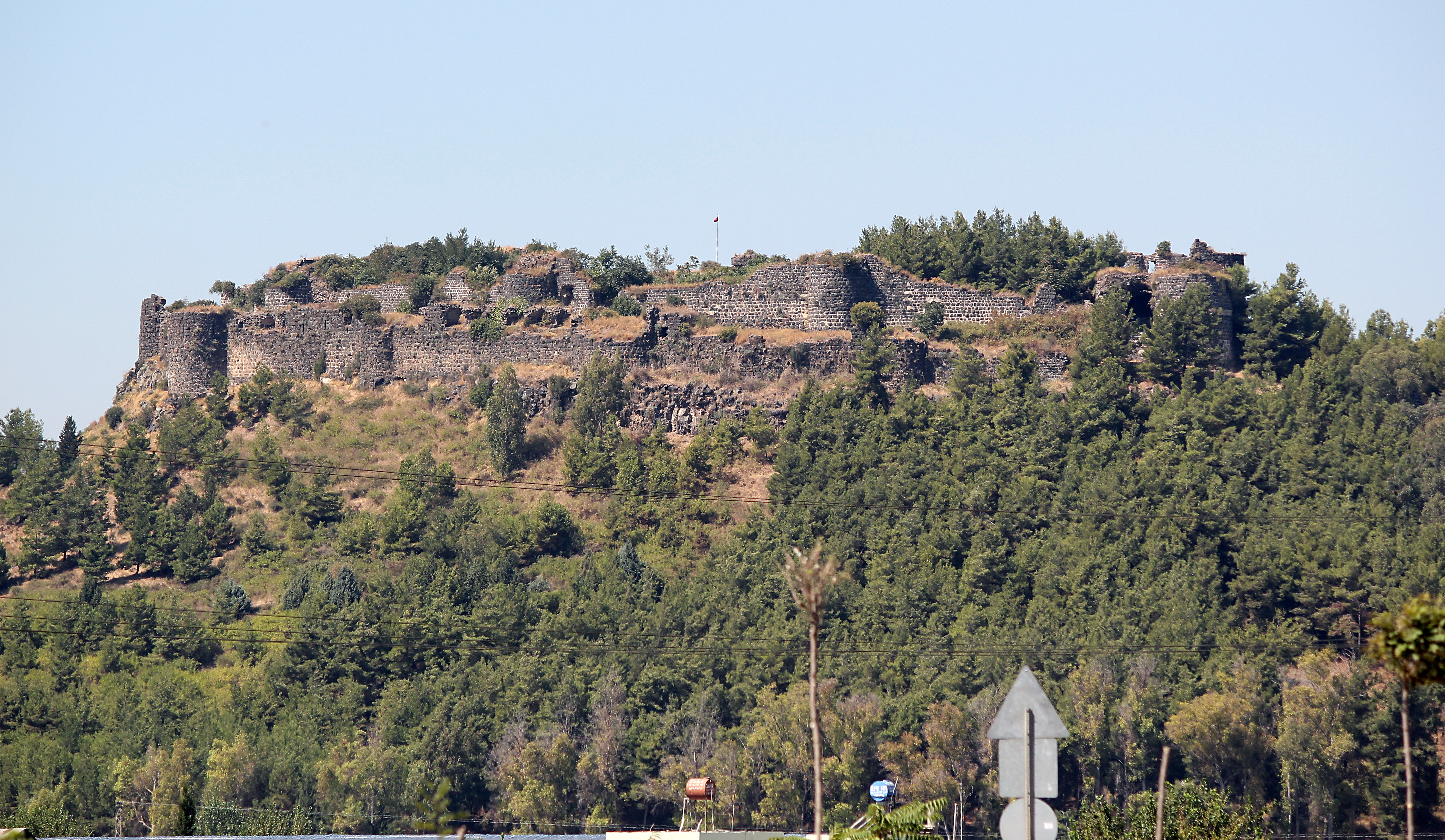
نمایی از توپراق‌قلعه در استان عثمانیه، ترکیه - ۲۰۱۱

توپراق‌قلعه (به ترکی: Toprakkale به معنی قلعهٔ خاک) یکی از شهرستان‌های استان عثمانیه ترکیه است.
این شهرستان در کرانه‌های مدیترانه و در ۱۰ کیلومتری غرب شهر عثمانیه واقع شده‌است.
نام این شهرستان از نام یک دژ عباسی واقع در منطقه گرفته شده است.